# エドアルド・アニェッリ
エドアルド・アニェッリ (イタリア語: Edoardo Agnelli、1954年6月9日 – 2000年11月15日) はマレーラ・アニェッリ(旧名:マレーラ・カラッチョロ・ディ・カスタニェート)とフィアット社の経営者一族の家長ジャンニ・アニェッリの長子でありただ一人の息子である。ニューヨーク在住時にイスラム教に改宗し、“メフディー”に改名した。 2000年11月中旬、トリノ郊外の橋の下で不可解な状況で遺体で発見された。